# Rapid Oberlaa
SC Rapid Oberlaa – austriacki klub piłkarski, mający siedzibę w kwartale Oberlaa wiedeńskiej dzielnicy Favoriten. Obecnie gra w 2. Landesliga Wien.

## Historia
Chronologia nazw:
- 1911: Sportclub Rapid Oberlaa
- 2003: A11-R. Oberlaa – po fuzji z FC Austria 11

Klub sportowy Sportclub Rapid Oberlaa został założony w miejscowości Wiedeń w 1911 roku, ale dopiero w 1919 członkowie klubu postanowili zgłosić klub policji. Po latach gry w różnych klasach Związku Piłkarskiego klub w 1931 roku awansował do profesjonalnej II. Liga B (West). Po dwóch latach spadł na rok do Wiener 1. Klasse (D3). Potem ponownie grał w II. Liga Süd. W 1937 został zdegradowany do Wiener 1. Klasse. Wskutek aneksji Austrii przez Rzeszą Niemiecką 12 marca 1938 roku rozgrywki w Austrii były organizowane jako część mistrzostw Niemiec. Austriackie kluby walczyli w Gaulidze, a zwycięzca potem uczestniczył w rozgrywkach pucharowych o tytuł mistrza Niemiec. W 1939 wrócił do drugiej ligi, zwanej 1. Klasse Wien A. W sezonie 1943/44 zwyciężył w 1. Klasse Wien A, ale potem przegrał playoff 2:6, 1:0 ze zwycięzcą grupy B Admirą. Jednak zdobył historyczny awans do Gauliga Donau-Alpenland, tak jak SK Amateure Steyr zrezygnował z dalszych występów w pierwszej lidze, i jego miejsce zostało wolne. W debiutowym sezonie 1944/45, który został niedokończony z powodu działań wojennych, zajął ostatnie 10.miejsce.
Po zakończeniu II wojny światowej klub kontynuował grę na najwyższym poziomie rozgrywek, zwanym Liga. Po zakończeniu sezonu 1945/46, w którym zajął przedostatnie 11.miejsce, spadł na rok do Wiener Stadtligi. Sezon 1949/50 zakończył na ostatniej 13.pozycji w Staatsliga A i został zdegradowany do Staatsliga B. W następnym sezonie 1950/51 ponownie uplasował się na 13.miejscu i spadł do Wiener Stadtligi (D3). Potem do 1958 roku występował na trzecim poziomie austriackiej piramidy piłki nożnej. Po dwóch latach gry w Wiener 1. Klasse A wrócił do trzeciej ligi. W 1962 po wygraniu Wiener Stadtligi awansował do Regionalliga Ost (D2), jednak nie utrzymał się w niej. W 1964 znów wygrał Wiener Stadtligę i wrócił do Regionalliga Ost, jednak tak jak poprzednio po roku został zdegradowany. W 1971 klub spadł do czwartej ligi. W 1974 po reorganizacji systemu lig poziom ligi został obniżony do V poziomu. Po fuzji w 2003 roku z FC Austria 11 pod nazwą A11-R. Oberlaa nadal występował w Wiener Oberliga A (D5), która w 2014 zmieniła nazwę na 2. Landesliga Wien.

## Barwy klubowe, strój
|  |  |

Klub ma barwy zielono-białe. Zawodnicy domowe spotkania zazwyczaj grają w zielonych koszulkach, zielonych spodenkach oraz zielonych getrach.

## Sukcesy

### Trofea międzynarodowe
Nie uczestniczył w rozgrywkach europejskich (stan na 31-05-2019).

### Trofea krajowe
| \| \| Zdobyte trofea w rozgrywkach Austrii (stan na: 31-05-2019) \| |                                                            |      |                  |
| Rozgrywki                                                           | Osiągnięcie                                                | Razy | Sezon(y)         |
| · Mistrzostwo                                                       | I miejsce                                                  | 0    |                  |
| · Mistrzostwo                                                       | II miejsce                                                 | 0    |                  |
| · Mistrzostwo                                                       | III miejsce                                                | 0    |                  |
| · Mistrzostwo                                                       | 8.miejsce                                                  | 1    | 1947/48          |
| Puchar                                                              | zdobywca                                                   | 0    |                  |
| Puchar                                                              | finalista                                                  | 0    |                  |
| Puchar                                                              | 1/8 finału                                                 | 2    | 1929/30, 1947/48 |
| II liga                                                             | I miejsce                                                  | 2    | 1943/44, 1946/47 |
| II liga                                                             | II miejsce                                                 | 0    |                  |
| II liga                                                             | III miejsce                                                | 0    |                  |
| Austria                                                             | Zdobyte trofea w rozgrywkach Austrii (stan na: 31-05-2019) |      |                  |

- Wiener Stadtliga (D3):
  - mistrz (2x): 1961/62, 1963/64

## Poszczególne sezony

### Rozgrywki międzynarodowe

#### Europejskie puchary
Nie uczestniczył w rozgrywkach europejskich.

### Rozgrywki krajowe
| \| Austria \| Bilans występów klubu w rozgrywkach piłkarskich Austrii (Stan na 31 maja 2019 r.) \| \| |                                                                                   |        |       |   |   |   |    |    |     |                                                                         |        |        |      |
| Poziom                                                                                                | Rozgrywki                                                                         | Sezony | Mecze | Z | R | P | B+ | B– | Pkt | Lata                                                                    | Awanse | Spadki | Naj. |
| I | Gauliga Donau-Alpenland/ Liga/ Erste Klasse/ Staatsliga A                         | 5      |       |   |   |   |    |    |     | 1944–1946, 1947–1950                                                    | 0      | 2      | 8    |
| II | II. Liga/ 1. Klasse Wien/ Wiener Stadtliga/ Staatsliga B/ Regionalliga Ost        | 14     |       |   |   |   |    |    |     | 1931–1933, 1934–1937, 1939–1944, 1946/47, 1950/51, 1962/63, 1964/65     | 2      | 3      | 1    |
| III                                                                                                   | Wiener 1. Klasse/ I. Kreisklasse/ Wiener Stadtliga                                | 19+    |       |   |   |   |    |    |     | 19??–1931, 1933/34, 1937–1939, 1951–1958, 1960–1962, 1963/64, 1965–1971 | 5      | 2      | 1    |
| | Puchar Austrii                                                                    | ?      |       |   |   |   |    |    |     | od 1927                                                                 | 0      | 0      | 1/8  |
| Austria                                                                                               | Bilans występów klubu w rozgrywkach piłkarskich Austrii (Stan na 31 maja 2019 r.) |        |       |   |   |   |    |    |     |                                                                         |        |        |      |

## Struktura klubu

### Stadion
Klub piłkarski rozgrywa swoje mecze domowe na stadionie Sportplatz Rapid Oberlaa w Wiedniu, który może pomieścić 1000 widzów.

### Inne sekcje
Klub prowadzi drużyny dla dzieci i młodzieży w każdym wieku.

## Kibice i rywalizacja z innymi klubami

### Derby
- Admira Wiedeń
- Austria Wiedeń
- FC Wien
- First Vienna FC 1894
- Floridsdorfer AC
- Rapid Wiedeń
- Wacker Wiedeń
- Wiener AC
- Wiener SC